# Tim
Momčad,  tim (eng. team) ili ekipa (fr. equipe) je mala skupina ljudi komplementarnih znanja i vještina koji su predani zajedničkim poslovnim ciljevima i zajedničkom pristupu. Oni su dragovoljna skupina ljudi prepoznatljiva po tome što:
- su svi članovi ravnopravni i jednako važni
- od svakog se člana očekuje maksimalan angažman tamo gdje je najsposobniji
- u timu rade ljudi različitih struka i znanja
- mišljenje svakog člana se uvažava
- svatko može iznijeti svoj sud
- propisi i norme vrijede za sve jednako
- nema privilegiranih članova
- svi predano rade na zajedničkom projektu
- uzajamno se razlikuju i nadopunjuju

### Članovi skupine
- Organizator – ima smisla za detalje, pomaže drugima, dobar je organizator posla

- Predsjedatej – zna voditi timski rad, usmjerava rad, dodjeljuje uloge i prepoznaje individualne kvalitete članova

- Ekspert – posjeduje najviše znanja i stručnosti

- Vanjski autoritet – predlaže neko rješenje do kojega je došao prenošenjem iskustva

- Vođa – nameće se kao vođa, voli akciju, sve pokreće i usmjerava

- Kritičar – stalno ocjenjuje tuđi rad, lako pronalazi greške, u svemu vidi negativnost

- Kreativac – prepun je originalnih ideja ali je tih, nenametljiv i samozatajan

- Birokrat – pridržava se svih pravila i od drugih to traži

- Klimavac – disciplinirano i pedantno izvršava sve poslove, sa svima se slaže i nema vlastito mišljenje

- Društveni tip – dobar slušatelj, lako komunicira, razumije potrebe drugih, smiruje konfliktne situacije

- Finalizator – sklon je estetici, skrbi se da zamišljeno provede u djelo

- Istraživač – sklon je druženju i neprestanome dodiru s okolinom, voli preuzimati stvari i razvijati tuđe zamisli

- Poticatelj – radišan, dobro djeluje u situacijama povećanog pritiska, sklon prihvaćanju novosti, brzo uočava dobre prilike

- Usklađivač – uvijek ima na umu cjelinu, raspoznaje bitno od nebitnog, nikada ne gubi nadzor nad sobom ili situacijom

- Procjenitelj – promatrač tuđih prijedloga, hladni analitičar, ne žuri, brzo uočava rizik, ne opredjeljuje se prije nego što sagleda problem

- Provoditelj – majstor organizacije, odluke pretvara u praksu, uočava probleme koji bi se mogli pojaviti u primjeni, voli red

- Dovršitelj – nužan je svakom timu jer voli akciju provoditi do kraja, razrađivati pojedinosti, nadzirati, ustrajavati na savršenstvu

- Graditelj – više je usredotočen na ljude i timsku zajednicu nego na sam posao, angažira se u sukobu i krizi, smanjuje strasti, druželjubiv je, statičan i pomirljiv.